# Фрийборн (окръг, Минесота)
Окръг Фрийборн (на английски: Freeborn County) е окръг в щата Минесота, Съединени американски щати. Площта му е 1873 km², а населението - 32 584 души (2000). Административен център е град Албърт Лий.